# Franz Oppenheimer
Franz Oppenheimer (30 tháng 3 năm 1864 – 30 tháng 9 năm 1943) là một bác sĩ, kinh tế gia xã hội và nhà xã hội người Đức gốc Do thái mà cũng viết sách trong lãnh vực căn bản xã hội học của nhà nước.

## Cuộc đời
Franz Oppenheimer là người con thứ ba của giáo viên Antonie Oppenheimer, nhũ danh Davidson, học giả đạo Do thái (Rabbi) của nhóm Do thái giáo Cải tổ Berlin, Julius Oppenheimer. Ông là em trai của nhà sinh hóa Carl Oppenheimer và nhà văn Paula Dehmel.
Sau khi học Y khoa ở Freiburg và Berlin, Oppenheimer đã làm việc như là một bác sĩ ở Berlin từ 1886 tới 1895. Từ 1890 trở đi, ông bắt đầu băn khoăn về những câu hỏi chính trị xã hội và kinh tế xã hội. Sau khi hoạt động như là một bác sĩ, ông làm chủ bút tờ tạp chí Welt am Morgen.
Vào ngày 3 tháng 1 năm 1909, ông cùng sáng lập ra Hội người Đức về Xã hội học (Deutsche Gesellschaft für Soziologie) ở Berlin. Trong cùng năm ông lấy bằng tiến sĩ ở Kiel với một bài luận về David Ricardo. Từ 1909 tới 1917, Oppenheimer là giảng viên tư tại Berlin, và sau đó trở thành giáo sư. 1919 ông trở thành giáo sư về xã hội học và lý thuyết kinh tế quốc gia, một ngành mà được các doanh nhân Frankfurt bỏ tiền lập ra, tại Johann Wolfgang Goethe-Universität. Đây là một chức vị giáo sư đầu tiên về ngành Xã hội học ở Đức mà ông giữ cho tới năm 1929. Kế vị ông là Karl Mannheim.
1934 - 1935, Oppenheimer dạy ở Palestina. 1936, ông được phong làm thành viên danh dự của Hội Xã hội học Hoa Kỳ (American Sociological Association). Trong tháng 1 năm 1939, Oppenheimer và con gái sang được Nhật, nơi mà ông được bổ nhiệm dạy tại đại học Keio ở Tokio, tuy nhiên ông ta không được phép dạy, bởi vì hiệp ước văn hóa giữa Quốc xã và Nhật cấm không cho làm việc, những ai mà quốc Xã không tán thành. Ông phải rời khỏi Nhật và 1940 sang Shanghai. Từ đó ông di dân sang Hoa Kỳ và tới Los Angeles cư trú, nơi mà em gái ông Elise Steindorff, vợ của Georg Steindorff ở. 1941, Oppenheimer là sáng lập viên của Tập san Hoa Kỳ về Kinh tế và Xã hội học (American Journal of Economics and Sociology). Ông có viết nhiều cuốn sách bằng tiếng Anh, mà bây giờ vẫn chưa xuất bản.
Oppenheimer kết hôn 2 lần. 2 người con trai, Ludwig und Heinz, từ hôn nhân đầu. Con gái Renata, đứa con duy nhất từ hôn nhân thứ 2, cưới kịch sĩ Ernest Lenart.
Franz Oppenheimer chết ngày 30 tháng 9 năm 1943 tại Los Angeles. Di cốt của ông ngày 21 tháng 5 năm 2007 đã được chôn tại một ngôi mộ danh dự ở nghĩa địa phía Nam Frankfurter.

## Tác phẩm khoa học

### Lý thuyết Quốc gia

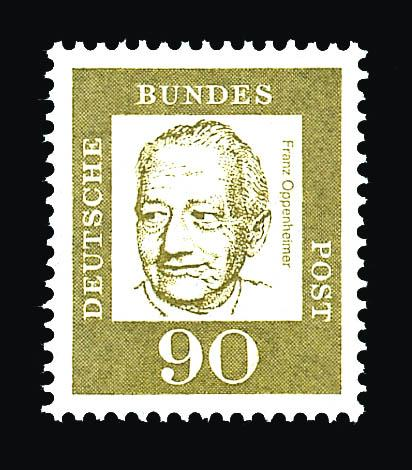
Tem Franz Oppenheimer, Loạt tem những người Đức quan trọng

Trong thập niên 1920, cuốn sách Der Staat (Quốc gia) được đọc nhiều cũn gnhuw gây nhiều tranh luận xôi nổi. Nó đã được dịch ra nhiều thứ tiếng như Anh, Pháp, Hungary, Serbia, Hebrew, Yiddish và tiếng Nga và cũng gây tuowjn gddoosi với các nhà tư tưởng như Dan Halutz, Albert Jay Nock, Murray Rothbard và Frank Chodorov.
Theo Oppenheimer có 3 nguồn lý thuyết quốc gia:
- Triết lý bàn luận về vấn đề quốc gia phải như thế nào,
- Luật gia bàn về khuôn khổ bên ngoàn của quốc gia và
- Xã hội học về nội dung, đời sống của xã hội quốc gia.[3]